# Huanggang (köping i Kina, Shandong, lat 35,34, long 115,49)
Huanggang (kinesiska: 黄堽镇, 黄堽) är en köping i Kina. Den ligger i provinsen Shandong, i den östra delen av landet, omkring 200 kilometer sydväst om provinshuvudstaden Jinan. Antalet invånare är 66150. Befolkningen består av 33 368 kvinnor och 32 782 män. Barn under 15 år utgör 21,0 %, vuxna 15-64 år 68 %, och äldre över 65 år 9,0 %.
Genomsnittlig årsnederbörd är 726 millimeter. Den regnigaste månaden är juli, med i genomsnitt 208 mm nederbörd, och den torraste är januari, med 4 mm nederbörd.